# فرودگاه هرست
فرودگاه هرست (به انگلیسی: Hearst (René Fontaine) Municipal Airport) یک فرودگاه همگانی باربری با کد یاتا YHF است که یک باند فرود آسفالت دارد و طول باند آن ۱۳۶۹ متر است. این فرودگاه در کشور کانادا قرار دارد و در ارتفاع ۲۵۲ متری از سطح دریا واقع شده‌است.